# SixNationState (album)
SixNationState is het debuutalbum van de gelijknamige Britse indierockband SixNationState. Het album werd in het Verenigd Koninkrijk uitgebracht op 24 september 2007 via Jeepster Records; in Nederland verscheen de plaat op 30 september van dat jaar.
De single We Could Be Happy van dit album kwam uit op 10 september 2007 en werd zowel in eigen land als op het Europese vasteland een bescheiden hitje.

## Tracklist
1. Can't Let Go - 2:31
2. Keep Dancing - 3:16
3. Caught The Sun - 3:45
4. Taking Me Over - 2:30
5. I Hate The Summer - 3:20
6. So Long - 3:41
7. Everybody Wants To Be My Friend - 4:08
8. Where Are You Now? - 3:10
9. Up & Down - 2:33
10. Don't Need You Anymore - 3:52
11. Blow Your Mind - 3:20
12. We Could Be Happy - 21:13

1. (+ "verborgen" bonustrack)